# Prosekutiv
Prosekutiv är ett grammatiskt kasus som förekommer i tundranenetsiska, i gammal baskiska och, med rumsliga substantiv, i mongoliska. Det är en variant av prolativ.
Det används för att beskriva rörelser genom att använda en yta eller en väg. Ett exempel är uttrycket "genom huset".